# Insurreição de 1987–1989 no Sri Lanka
A insurreição de 1987–1989 no Sri Lanka (também conhecida como Segunda Revolta do JVP) foi a segunda insurreição armada mal sucedida conduzida pelo Janatha Vimukthi Peramuna (JVP) contra o governo do Sri Lanka sob o presidente J. R. Jayewardene. Diferentemente da primeira insurreição do JVP de 1971, a segunda insurreição não foi uma revolta aberta, mas um conflito de baixa intensidade que durou de 1987 a 1989 com o JVP recorrendo a subversões, assassinatos, incursões e ataques a alvos militares e civis.
A derrota do levante de 1971 e a morte de companheiros levaram a uma nova revolta, dezesseis anos depois, em 1987. A situação havia mudado, o Sri Lanka estava em caos pela guerra civil e, quando houve a assinatura de um acordo de paz e a chegada da Força de Manutenção de Paz Indiana, o JVP habilmente explorou as falhas do governo e os sentimentos nacionalistas generalizados de grande parte do povo cingalês. O JVP começou a cometer atos terroristas para desestabilizar tanto o Estado quanto a sociedade civil. 
As forças do governo capturariam e matariam Rohana Wijeweera e seu sucessor Upatissa Gamanayake em novembro de 1989 em Colombo. e, no início de 1990, haviam matado ou aprisionado o restante dos membros do JVP. Embora o governo tenha obtido uma vitória militar decisiva, houve acusações confiáveis de brutalidade e métodos extrajudiciais. 